# Adolph Green
Adolph Green (Nueva York, 2 de diciembre de 1914 - ídem, 23 de octubre de 2002) fue un letrista y dramaturgo de nacionalidad estadounidense que, en una larga colaboración con Betty Comden, escribió los guiones y canciones de algunos de los más famosos musicales cinematográficos, en particular mientras formaba parte de la unidad de producción de Arthur Freed en Metro Goldwyn Mayer, en los años de mayor éxito del género. Mucha gente pensaba que la pareja estaba casada, pero únicamente eran colaboradores compartiendo un genio cómico único y sofisticado que les permitió, a lo largo de seis décadas, producir algunos de los mayores éxitos de Hollywood y del circuito de Broadway.

## Biografía
Nacido en el Bronx, sus padres eran los inmigrantes judíos de origen húngaro Helen Weiss y Daniel Green. Finalizados sus estudios en el instituto, trabajó como corredor de bolsa en Wall Street mientras intentaba abrirse camino como actor. Conoció a Comden gracias a unos amigos comunes en 1938, mientras ella estudiaba arte dramático en la Universidad de Nueva York. Formaron un grupo llamado The Revuers que actuó en Village Vanguard, un club en Greenwich Village. Uno de los miembros de la compañía era una joven comediante llamada Judy Tuvim, más tarde conocida como Judy Holliday, y un joven músico, Leonard Bernstein, que frecuentemente le acompañaba al piano. El éxito de sus números les valió una oferta cinematográfica, y los Revuers viajaron al oeste con la esperanza de encontrar la fama en Greenwich Village, una película de 1944 protagonizada por Carmen Miranda y Don Ameche, pero sus papeles eran tan pequeños que pasaron desapercibidos, por lo que volvieron rápidamente a Nueva York.
En su primer proyecto en el circuito de Broadway cooperaron con Bernstein, realizando On the Town, un musical que tenía como base un ballet titulado Fancy Free, sobre el cual Bernstein había estado trabajando junto al coreógrafo Jerome Robbins. Comden y Green escribieron las letras y el libreto, incluyendo papeles para ellos mismos. Sus dos siguientes musicales, Billion Dollar Baby (1945) y Bonanza Bound (1947) no tuvieron éxito, por lo que volvieron a viajar a California, donde inmediatamente encontraron trabajo con MGM.
Ellos escribieron el guion de Good News, film protagonizado por June Allyson y Peter Lawford, The Barkleys of Broadway para Ginger Rogers y Fred Astaire, y la adaptación al cine de On the Town Un día en Nueva York, para Frank Sinatra y Gene Kelly, desguazando parte de la música de Bernstein a petición de Arthur Freed. 
La pareja se reunió con Kelly para llevar a cabo su proyecto de mayor éxito, el clásico Cantando bajo la lluvia. Considerado por muchos historiadores como la mejor película musical de todos los tiempos, quedó en el puesto número 10 de la lista de las 100 mejores películas americanas del siglo XX llevada a cabo por el American Film Institute en 1998. Posteriormente trabajaron en otro éxito, The Band Wagon, siendo nominados al Premio Oscar por dicho guion y por el de It's Always Fair Weather, ganando por ellos el Premio del Writers Guild of America, que ya habían obtenido con Un día en Nueva York.
Entre su trabajo teatral de los siguientes años figura la revista Two on the Aisle, que protagonizaron Bert Lahr y Dolores Gray, Wonderful Town, una adaptación de la comedia My Sister Eileen, con Rosalind Russell y Edie Adams, y Bells Are Ringing, obra en la que actuó Judy Holliday. La banda sonora de este musical incluía los temas "Just in Time", "Long Before I Knew You," y "The Party's Over".
Green y Comden actuaron en 1958 en Broadway en la producción A Party with Betty Comden and Adolph Green, una revista que incluía algunos de sus primeros números. Fue un éxito comercial y de crítica, y en 1977 estrenaron en Broadway una versión actualizada.
Entre sus otros trabajos figuran: la versión de Peter Pan que interpretó Mary Martin en Broadway y en la televisión; un racionalizado El murciélago para el Metropolitan Opera; y musicales para Carol Burnett, Leslie Uggams, y Lauren Bacall, entre otros artistas. Con esas y otras obras tuvieron la oportunidad de colaborar con artistas como Garson Kanin, Cy Coleman, Jule Styne, y André Previn.
A pesar de sus éxitos, el equipo también tuvo algunos fracasos. Así, en 1982, A Doll's Life, una versión de la pieza de Henrik Ibsen Casa de muñecas, tuvo únicamente cinco representaciones, aunque fue nominada al Premio Tony por su libreto y su banda musical.
En su faceta interpretativa, Green encarnó en 1989 al Dr. Pangloss en la obra de Bernstein Candide. Junto a Comden, fue premiado en 1991 con el Premio Kennedy.
La tercera esposa de Green fue la actriz Phyllis Newman, que había sido sustituta de Holliday en Bells Are Ringing. Tuvieron dos hijos, Adam Green y Amanda Green, ambos dedicados a la composición.
Adolph Green falleció en Nueva York en 2002. Al servicio religioso en su memoria celebrado en el Teatro Shubert el 4 de diciembre de 2002, asistieron personalidades como Lauren Bacall, Kevin Kline, Joel Grey, Kristin Chenoweth, Arthur Laurents, Peter Stone y, claro está, Betty Comden.
En 1980, Green había ingresado en el Salón de la Fama de los Compositores, y en 1981 en el Salón de la Fama del Teatro Americano.

## Trabajo teatral
- A Doll's Life (1982)
- Die Fledermaus (1954)
- Peter Pan (1954)
- Broadway in A Party with Betty Comden and Adolph Green (1958)
- Bells Are Ringing (1956)
- Wonderful Town (1953)
- Two on the Aisle (1951)
- Bonanza Bound (1947)
- Billion Dollar Baby (1945)
- On the Town (1944)
- The Will Rogers Follies (1991)
- Singin' in the Rain (1985)
- The Madwoman of Central Park West (1979)
- On the Twentieth Century (1978)
- Lorelei (1974)
- Applause (1970)
- Hallelujah, Baby! (1967)
- Fade Out - Fade In (1964)
- Subways Are For Sleeping (1961)
- Do Re Mi (1960)
- Say, Darling (1958)

## Trabajo interpretativo
- Greenwich Village (1944)
- Simon (1980)
- Mi año favorito (1982)
- Lily in Love (1984)
- I Want to Go Home (1989)
- Candide (1991) (TV)
- Frasier (1994) (TV, episodio Burying a Grudge)
- The Substance of Fire (1996)

## Premios y distinciones
Premios Óscar
| Año  | Categoría               | Película                 | Resultado |
| ---- | ----------------------- | ------------------------ | --------- |
| 1954 | Mejor argumento y guion | The Band Wagon           | Nominado  |
| 1956 | Mejor argumento y guion | Siempre hace buen tiempo | Nominado  |

- 1991 Premio Tony a la mejor banda musical (The Will Rogers Follies, ganador)
- 1986 Premio Tony al mejor libreto musical (Singin' in the Rain, nominado)
- 1983 Tony al mejor libreto musical (A Doll's Life, nominado)
- 1983 Tony a la mejor banda original (A Doll's Life, nominado)
- 1978 Tony al mejor libreto musical (On the Twentieth Century, ganador)
- 1978 Tony a la mejor banda original (On the Twentieth Century, ganador)
- 1970 Tony al mejor musical (Applause, ganador)
- 1968 Tony al mejor compositor y letrista (Hallelujah, Baby!, ganador)
- 1968 Tony al mejor musical (Hallelujah, Baby!, ganador)
- 1961 Tony al mejor musical (Do Re Mi, nominado)
- 1957 Tony al mejor musical (Bells Are Ringing, nominado)
- 1953 Tony al mejor musical (Wonderful Town, ganador)